# Лардаро
Лардаро (итал. Lardaro) је насеље у Италији у округу Тренто, региону Трентино-Јужни Тирол.
Према процени из 2011. у насељу је живело 170 становника. Насеље се налази на надморској висини од 724 м.

## Становништво
| 1931. | 1936. | 1951. | 1961. | 1971. | 1981. | 1991. | 2001. | 2011. |
| ----- | ----- | ----- | ----- | ----- | ----- | ----- | ----- | ----- |
| 300   | 243   | 225   | 206   | 153   | 178   | 165   | 184   | 205   |